# Lista de vereadores de Ribeirão Preto da 12.ª Legislatura
Esta é a lista de vereadores de Ribeirão Preto, município brasileiro do estado de São Paulo.
São relacionados os nomes dos parlamentares da 12ª legislatura de Ribeirão Preto, que assumiram o cargo em 1º de janeiro de 1997 até 31 de dezembro de 2000. O prefeito da época, era Luís Roberto Jábali. Apresentou 1/3 de renovação 

## Mesa Diretora
| 2000                      |                       |                        |                           |
| Nome                      | Início do mandato     | Fim do mandato         | Cargo                     |
| Dácio Campos (PPS)        | 1º de janeiro de 2000 | 31 de dezembro de 2000 | Presidente da Câmara      |
| Barquet Miguel (PFL)      | 1º de janeiro de 2000 | 31 de dezembro de 2000 | Vice-presidente da Câmara |
| Plauto Garcia Leal (PSDB) | 1º de janeiro de 2000 | 31 de dezembro de 2000 | 1º Secretário             |
| Sebastião Xavier (PFL)    | 1º de janeiro de 2000 | 31 de dezembro de 2000 | 2º Secretário             |

| 1999                           |                       |                        |                           |
| Nome                           | Início do mandato     | Fim do mandato         | Cargo                     |
| Antônio Carlos Morandini (PFL) | 1º de janeiro de 1999 | 31 de dezembro de 1999 | Presidente da Câmara      |
| Jorge Parada (PT)              | 1º de janeiro de 1999 | 31 de dezembro de 1999 | Vice-presidente da Câmara |
| Darcy Vera (PFL)               | 1º de janeiro de 1999 | 31 de dezembro de 1999 | 1º Secretário             |
| Donizeti Rosa (PT)             | 1º de janeiro de 1999 | 31 de dezembro de 1999 | 2º Secretário             |

| 1998                   |                       |                        |                           |
| Nome                   | Início do mandato     | Fim do mandato         | Cargo                     |
| Leopoldo Paulino (PSB) | 1º de janeiro de 1998 | 31 de dezembro de 1998 | Presidente da Câmara      |
| Delcides Canelli (PFL) | 1º de janeiro de 1998 | 31 de dezembro de 1998 | Vice-presidente da Câmara |
| Wandeir Silva (PPB)    | 1º de janeiro de 1998 | 31 de dezembro de 1998 | 1º Secretário             |
| José Alfredo (PT)      | 1º de janeiro de 1998 | 31 de dezembro de 1998 | 2º Secretário             |

| 1997                        |                       |                        |                           |
| Nome                        | Início do mandato     | Fim do mandato         | Cargo                     |
| Cícero Gomes da Silva (PTB) | 1º de janeiro de 1997 | 31 de dezembro de 1997 | Presidente da Câmara      |
| Baleia Rossi (PMDB)         | 1º de janeiro de 1997 | 31 de dezembro de 1997 | Vice-presidente da Câmara |
| Joana Leal (PT)             | 1º de janeiro de 1997 | 31 de dezembro de 1997 | 1ª Secretária             |
| Darcy Vera (PFL)            | 1º de janeiro de 1997 | 31 de dezembro de 1997 | 2º Secretário             |

## Lista de Vereadores
| Nome                  | Partido | Mandato                                        | Notas                       |
| --------------------- | ------- | ---------------------------------------------- | --------------------------- |
| Baleia Rossi          | PMDB    | 1º de Janeiro de 1997 - 31 de Dezembro de 2000 |                             |
| Barquet Miguel        | PFL     | 1º de Janeiro de 1997 - 31 de Dezembro de 2000 |                             |
| Cícero Gomes da Silva | PTB     | 1º de Janeiro de 1997 - 31 de Dezembro de 2000 |                             |
| Dácio Campos          | PPS     | 1º de Janeiro de 1997 - 31 de Dezembro de 2000 |                             |
| Darcy Vera            | PFL     | 1º de Janeiro de 1997 - 31 de Dezembro de 2000 |                             |
| Delcides Canelli      | PFL     | 1º de Janeiro de 1997 - 31 de Dezembro de 2000 | Era do PC do B ao se eleger |
| Donizeti Rosa         | PT      | 1º de Janeiro de 1997 - 31 de Dezembro de 2000 |                             |
| Gasparini Junior      | PTB     | 1º de Janeiro de 1997 - 31 de Dezembro de 2000 |                             |
| Joana Leal            | PT      | 1º de Janeiro de 1997 - 31 de Dezembro de 2000 |                             |
| Dr Jorge Parada       | PT      | 1º de Janeiro de 1997 - 31 de Dezembro de 2000 | Era do PDT ao se eleger     |
| José Alfredo          | PT      | 1º de Janeiro de 1997 - 31 de Dezembro de 2000 |                             |
| Coraucci Neto         | PFL     | 1º de Janeiro de 1997 - 31 de Dezembro de 2000 |                             |
| Leopoldo Paulino      | PSB     | 1º de Janeiro de 1997 - 31 de Dezembro de 2000 |                             |
| Morandini             | PFL     | 1º de Janeiro de 1997 - 31 de Dezembro de 2000 | Era do PMDB ao se eleger    |
| Plauto Garcia Leal    | PSDB    | 1º de Janeiro de 1997 - 31 de Dezembro de 2000 |                             |
| Porto                 | PSDB    | 1º de Janeiro de 1997 - 31 de Dezembro de 2000 |                             |
| Silvana Resende       | PSDB    | 1º de Janeiro de 1997 - 31 de Dezembro de 2000 |                             |
| Sílvio Martins        | PMDB    | 1º de Janeiro de 1997 - 31 de Dezembro de 2000 |                             |
| Vicente Seixas        | PSDB    | 1º de Janeiro de 1997 - 31 de Dezembro de 2000 |                             |
| Wandeir Silva         | PPB     | 1º de Janeiro de 1997 - 31 de Dezembro de 2000 |                             |
| Xavier                | PFL     | 1º de Janeiro de 1997 - 31 de Dezembro de 2000 |                             |

## Legislatura Anterior
11ª

## Legislatura Posterior
- 13ª